# Бина (Баку)
Бина (азерб. Binə) — посёлок городского типа в Азербайджане, расположен в 20 км к востоку от центра Баку на Апшеронском полуострове, входит в Хазарский район города Баку.

## История
Бина состоит из двух частей — Нардаранской и Кюркендской. Первыми в местности обосновались выходцы из другого апшеронского селения Нардаран. Позже здесь появились выходцы из сёл Кюркенды (ныне Сабирабадский район), Гянджали, Мугангянджали и Пиратман находящихся около города Сальян. Последние селения состояли из прежних жителей Гянджи, переселившихся на побережье реки Кура после гянджинского землетрясения. Позднее в Бина обосновываются поселенцы из районов Шемахи, Геокчая и горных сёл Губы (Кубы) и также некоторая часть шахсевенов. Все они образовали Кюркендскую часть Бина.
Согласно Зейдлицу по данным на 1873 год Бина именовалась как Кюркенд (Кюрд-кенд, Аг-Бина, Бина) и располагалась «в районе соленых озер и нефтяных колодцев при неугасимых огнях Атэшгэ».
В 1880-х годах данный населённый пункт входил в Мардакянское сельское общество. Жители обозначались как таты.
В настоящее время в Бине существует значительная община этнических талышей.

## Достопримечательности
Среди достопримечательностей посёлка выделяются: «Мечеть Мовсума Салим оглы» (начало XX века), «Мечеть Мешади Кязыма» (Хаджи Араб), хамамы (бани) XVIII-XIX веков.

## Транспорт
В посёлке имеется железнодорожная станция. У посёлка расположен Бакинский аэропорт.